# (82075) 2000 YW134
(82075) 2000 YW134 est un objet transneptunien binaire découvert le 26 décembre 2000 par le programme Spacewatch. Il serait en résonance 3:8 avec Neptune.

## Historique
Le lieu de découverte, par le programme Spacewatch, est l'Observatoire de Kitt Peak (code 691).

## Caractéristiques
Sa distance minimale d'intersection de l'orbite terrestre est de 40,172 unités astronomiques et son paramètre de Tisserand relatif à Jupiter est de 6,107.

## Satellite
Un satellite relativement gros, a été découvert. Il n'a que 1,2 magnitude en moins, ce satellite, provisoirement désigné S/2005 (82075) 1.
En supposant que l'albédo générique d'un objet transneptunien est de 0,09, le primaire a un diamètre d'environ 431 km. Le secondaire pourrait mesurer 75 km. En 2010, le télescope spatial Herschel a observé 2000 YW134 dans l'infrarouge lointain et n'a pas détecté de radiation thermique, ce qui a permis d'établir une limite supérieure à la grandeur de l'objet primaire, soit 500 km de diamètre.
Dans le spectre visible, la surface du transneptunien est modérément rouge.
Les deux objets orbitent à 1 900 ± 300 km l'un de l'autre.

## Classification
C'est un objet qui sera peut-être un jour classé parmi les planètes naines.